# Faildergdóit
Faildergdóit (ensuite transcrit en Faildeargdoid ou Ailldeargoid), fils de Muinemón est selon les légendes médiévales et la tradition pseudo historique irlandaise un Ard ri Erenn.

## Règne
Faildergdóit devient Ard ri Erenn après la mort de son père . Il est réputé être le premier roi d'Irlande dont les sujets portèrent des bagues d'or à leurs doigts (vieil irlandais failge).
Il règne pendant 10 ans avant d'être tué soit par Sírna mac Déin, ou par son successeur Ollom Fotla, dont le père, Fíachu Fínscothach, avait été tué par Muinemón, le père de Failderdóit.
Le titre d'Ard ri Erenn échappe ensuite à sa lignée jusqu'à son arrière arrière petit-fils Rothechtaid Rotha.

## Chronologie
La chronologie de Geoffrey Keating Foras Feasa ar Éirinn assigne à son règne comme dates 950-943 av. J.-C.  et les  Annales des quatre maîtres 1328-1318 av. J.-C. .

## Source
- (en) Cet article est partiellement ou en totalité issu de l’article de Wikipédia en anglais intitulé « :Faildergdóit » (voir la liste des auteurs), édition du 7 avril 2012.